# IC 2391
IC 2391 és un cúmul obert en la constel·lació de la Vela. És probable que fos descrit per primera vegada per l'astrònom persa Al Sufi el 964. També va ser descoberta per Nicolas-Louis de Lacaille i catalogada com a Lac II 5. El cúmul és a una distància d'uns 500 anys llum de la Terra i pot ser vist a ull nu. Té una magnitud visual total de 2,5. El cúmul obert ocupa una àrea de cel d'uns 50 arcminut i conté unes 30 estrelles. El cúmul podria tenir la mateixa edat que el cúmul obert IC 2602,
i un límit de depleció del liti d'uns 50 milions d'anys.